# Port Arthur (Tasmanië)
Port Arthur is een plaats in de Australische deelstaat Tasmanië en telt 251 inwoners (2016).
Het is vooral gekend door aanwezigheid van een voormalige gevangenis voor Britse veroordeelden. Men begon het dorp als strafkolonie te gebruiken in 1833. De eerste commandant van Port Arthur was kapitein Charles O'Hara Booth (1800 - 1851) en dit van 1833 tot 1840. In 1877 sloot de gevangenis.
In 1996 kwam Port Arthur wereldwijd in het nieuws. Dit vanwege de aanslag in Port Arthur waarbij 35 personen gedood werden door Martin Bryant.